# هروت (المهرة)

تعديل مصدري - تعديل

هروت هي إحدى قرى عزلة الغيظة بمديرية الغيظة التابعة لمحافظة المهرة، بلغ تعداد سكانها 380 نسمة حسب تعداد اليمن لعام 2004.